# 三手掛
三手掛（さんてがかり）とは、江戸時代に行われた御目見以上の家格を持つ武士及びその妻子らに対する刑事裁判のこと。
老中の指図のもとに行われ、掛奉行（担当者）として町奉行が任じられ、大目付・目付が立ち会ったためにこの名がある。上級身分の武士や事件そのものが重大である場合には寺社奉行・勘定奉行も加わった五手掛によって行われた。
武士本人やその妻、嫡子の裁判は評定所で、それ以外は奉行所にて行われ、冒頭に大目付が老中の指図を受けて裁判を行うことを宣した。ただし、実際の裁判は町奉行及び与力が御徒目付の立会を受けて吟味を行っており、伺書（調書）に大目付や目付は連署するものの、実際の判決部分に相当する御仕置附・御咎附は町奉行単独で行われ、大目付らは関与できなかった。これは公事方御定書をはじめとする江戸幕府の刑事法規を本来裁判業務の部外者であった大目付・目付が見ることが禁じられていたことによるという。落着すると、大目付がその旨を宣して町奉行が判決を言い渡した。
なお、御目見以下や陪臣の刑事裁判は町奉行所にて目付1名の立会のみにて町奉行が行った。これを目付立会吟味（めつけたちあいぎんみ）という。